# Жёлтый платочек счастья (фильм, 1977)
«Жёлтый платочек счастья» (яп. 幸福の黄色いハンカチ, Сиавасэ-но киирой ханкати) — фильм режиссёра Ёдзи Ямады по роману Пита Хэмилла, вышедший на экраны в 1977 году.

## Сюжет
Молодой рабочий Кинья, уволенный с фабрики, в поисках работы уезжает из Токио на украденной машине. По дороге на Хоккайдо он встречает девушку Акэми, как и он обездоленную судьбой. Продолжая путешествие вдвоём, молодые люди забывают на время о невзгодах, о беспросветности будущего. На берегу Охотского моря они знакомятся с бывшим шахтёром Юсаку, только что освобождённым из заключения. Юсаку рассказывает им о том, что он был осуждён за невольное убийство на шесть лет. Перед освобождением он послал жене открытку с просьбой вывесить на шесте возле дома жёлтый платочек, если она не вышла вторично замуж. Кинья привозит Юсаку в его родной город. Возле дома Юсаку они видят шест с жёлтым платочком. И все трое — Кинья, Акэми, Юсаку — обретают надежду на лучшую жизнь, веру в свои силы.

## В ролях
- Кэн Такакура — Юсаку Сима
- Тиэко Байсё — Мицуэ Сима
- Тэцуя Такэда — Кинья Ханада
- Каори Момои — Акэми Огава
- Хисао Дадзай — менеджер Рёкана
- Хатиро Тако
- Мари Окамото — девушка из магазина Рамэн
- Киёси Ацуми — Ватанабэ

## Премьеры
- — 1 октября 1977 года состоялась национальная премьера фильма в Токио[1].
- — американская премьера фильма состоялась 28 апреля 1978 года в Нью-Йорке[1].
- — в советском кинопрокате с января 1981 года (с 6 марта в Ленинграде). Дублирован на к/ст им. М. Горького, 1980 г.[2][3].
- — современному российскому зрителю кинолента была представлена 28 ноября 2019 года в рамках ретроспективы фильмов режиссёра Ёдзи Ямады в Москве (в конференц-зале Государственной Третьяковской галереи)[4].

## Премии и номинации
- Азиатско-Тихоокеанский кинофестиваль (1978) — премия за лучшее исполнение мужской роли — Кэн Такакура[5].
- Премия японской киноакадемии (1978) — шесть премий из восьми номинаций: за лучший фильм; лучшую режиссуру (Ёдзи Ямада); лучшую главную мужскую роль (Кэн Такакура); лучшую мужскую роль второго плана (Тэцуя Такэда); лучшую женскую роль второго плана (Каори Момои) и лучший сценарий. В номинации были также актриса Тиэко Байсё (за лучшее исполнение главной женской роли) и композитор Масару Сато (за лучший саундтрек к художественному фильму)[5].
- Премия «Голубая лента» (1978) — 4 премии: за лучший фильм и лучшую режиссуру; за лучшее исполнение главной мужской роли (Кэн Такакура) и лучшее исполнение женской роли второго плана (Каори Момои)[5].
- Премия журнала «Кинэма Дзюмпо» — 6 премий: за лучший фильм; лучшую режиссуру; лучший сценарий; лучшую главную мужскую роль (Кэн Такакура); лучшую мужскую роль второго плана (Тэцуя Такэда); лучшую женскую роль второго плана (Каори Момои)[5].
- Кинопремия «Майнити» — 6 премий: за лучший фильм; за лучшую режиссуру; за лучший сценарий; за лучший саундтрек к фильму и за лучший звук; за лучшее исполнение мужской роли (Кэн Такакура)[5].

## Критика
Фильм был тепло воспринят кинокритиками, как в самой Японии, так и за её пределами. Советский кинокритик А. Трошин в обзоре фильмов, демонстрировавшихся на V Международном кинофестивале стран Азии, Африки и Латинской Америки в Ташкенте (1978) даёт свою оценку этому незаурядному кинопроизведению:

Фильм акварельный по тону и неторопливый. По стилистике он напоминает картину «Родина», исполненную затаённой горечи, которую тот же режиссёр привозил на III Ташкентский кинофестиваль. Его новое произведение, по праву названное в Японии лучшим фильмом 1977 года, лишь поначалу кажется каскадным из-за забавного знакомства Киньи и Акэми. С появлением третьего героя, Юсаку, фильм открывает нам мелодраматическую изнанку. Он предлагает свою формулу счастья и любви, ставя на первое место верность. Такую, перед какой бессильны и долгая разлука и испытанное недоверие.
Жёлтый платочек — сперва только знак ожидания, о котором перед вынужденной разлукой условились Юсаку с женой. Но в финале сюжетная деталь словно обретает крылья. Когда Юсаку, отбывший тюремное заключение, заканчивает рассказывать случайно обретённым друзьям грустную историю своей жизни, они, проникшись участием, внушают ему, что он должен, он просто обязан отбросить все сомнения и вернуться домой, где наверняка его ждёт недождётся жена. Юсаку отправляется в путь, но, чем ближе дом, тем труднее идти. Вот наконец последний поворот, а за ним… Вольная фантазия и доброе сердце авторов вознесли над домом длинную гирлянду жёлтых платочков: это ожидание и верность помножились на годы. Поэтический образ многозначен, и звучание его пронзительное.
— А. Трошин, Сборник «Экран. 1977-1978»